# Kirche Maria Namen (Wien)

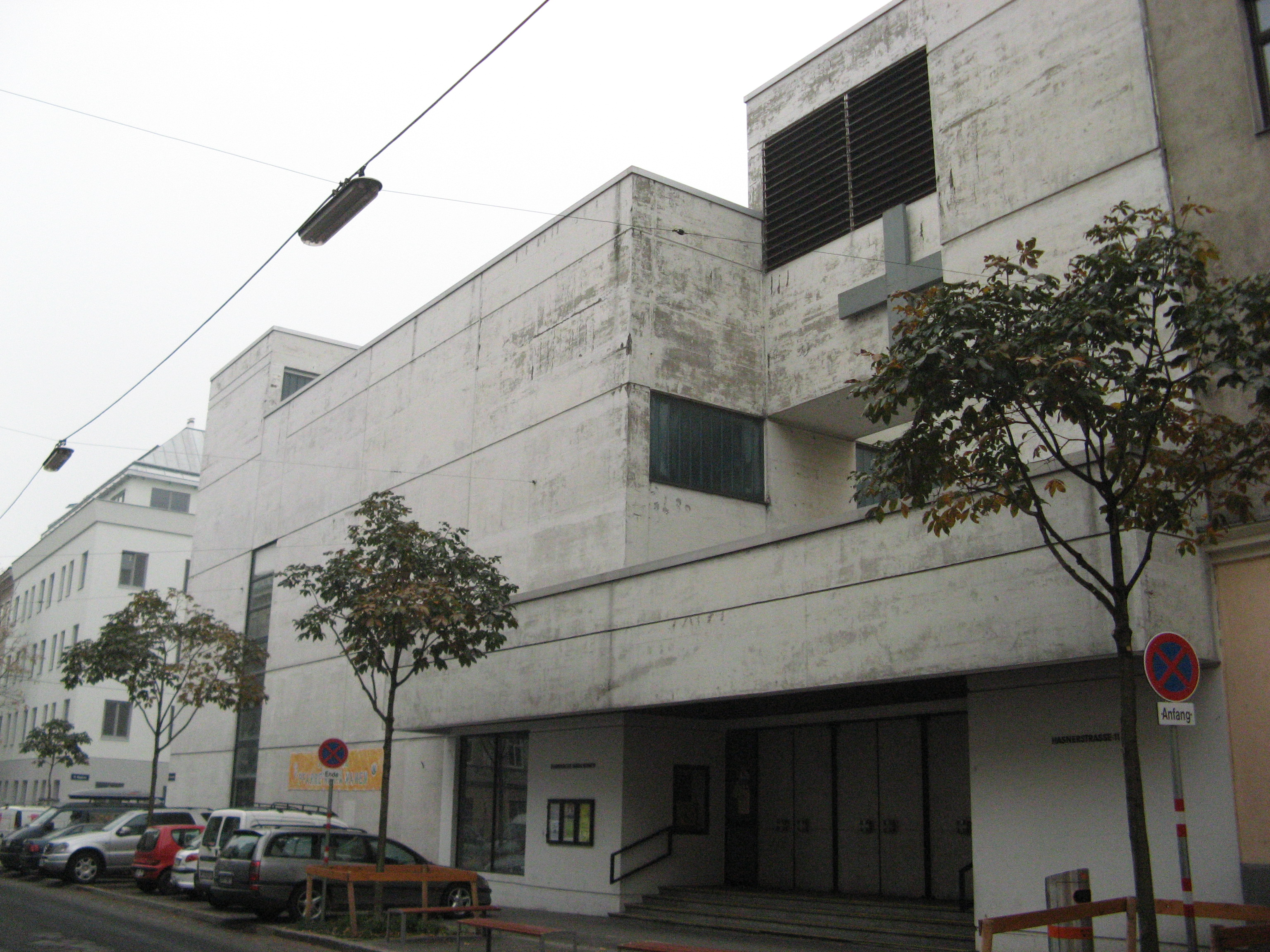
Pfarrkirche Maria Namen

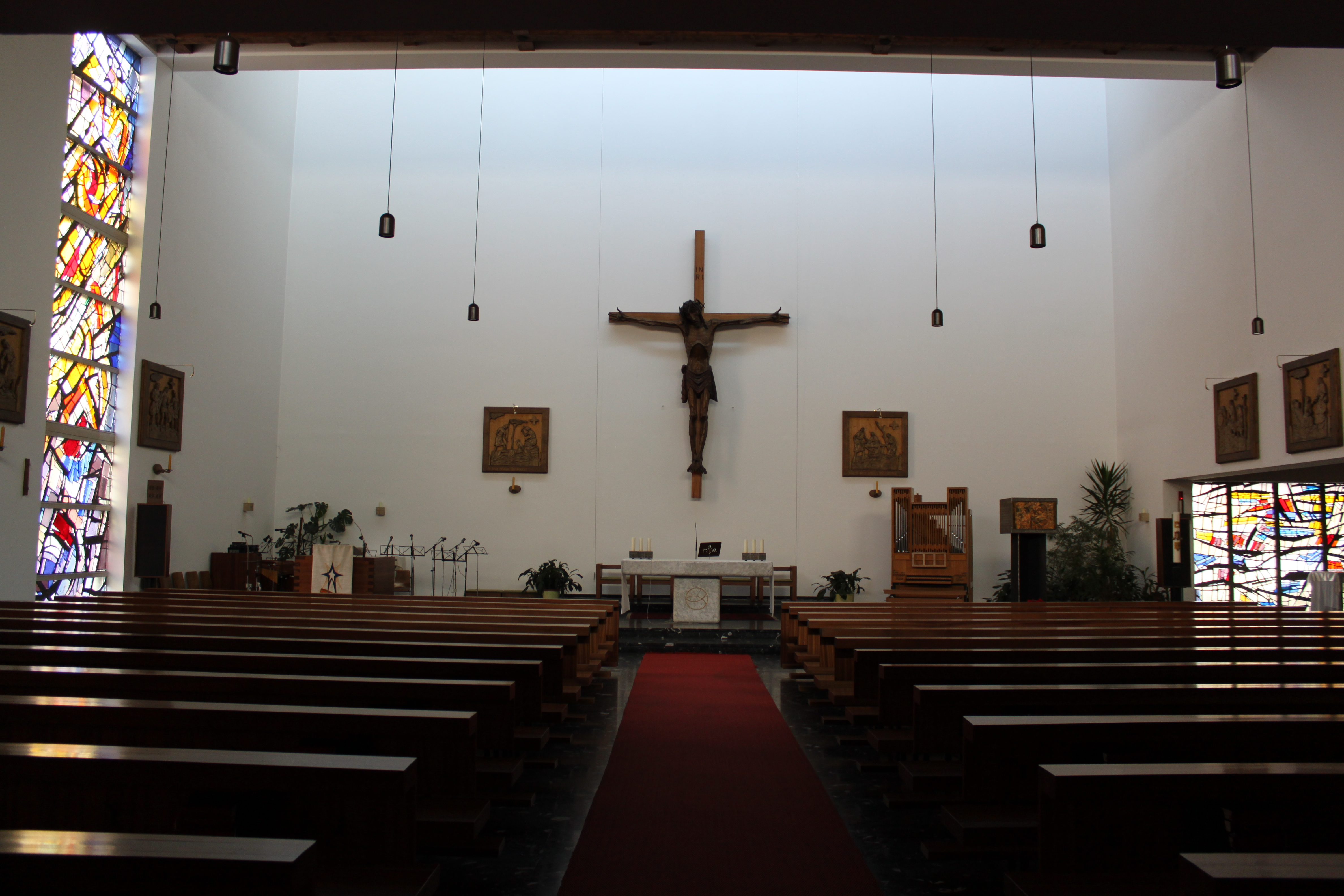
Innenraum der Pfarrkirche Maria Namen

Die Pfarrkirche Maria Namen ist eine römisch-katholische Pfarrkirche im 16. Wiener Gemeindebezirk Ottakring in der Hasnerstraße 11.

## Geschichte
Das Stift Klosterneuburg betreute pfarrlich das Gebiet des heutigen Ottakring bis 1848. Die Zeiten der Entstehung des Bezirkes waren stark von Wohnungsnot und Elend bestimmt, was sich auch im Fehlen von Kirchen zeigte.
Die Zahl der römisch-katholischen Gläubigen des Gebietes sank jedoch im 20. Jahrhundert stark. Das führte zu einer Neuorganisation der Pfarrgrenzen: 2013 übernahm die Pfarre das Gebiet der damals aufgelassenen Pfarre Neulerchenfeld.

## Notkirche Maria Namen
Ein 2584 Quadratmeter großer Holzlagerplatz an der Ecke Hasnerstraße / Hippgasse wurde auf Initiative des Priesters Josef Gorbach mit dem Presse-Apostolatsverein Feldkirch am 28. Juni 1930 gekauft. Mit dem Architekten Hans Feszler aus Innsbruck war bereits ein Baugenehmigungsverfahren in Planung. Die inzwischen eingetretene Weltwirtschaftskrise machte jedoch die Finanzierung zunichte. So wurde mit dem Zimmermeister Ignaz Köck der bestehende Schuppen der Holzhandlung mit Heraklithplatten gedämmt, womit eine Notkirche für 600 Personen entstand. Die Platzmeisterhütte wurde zur Priesterwohnung. Am 12. September 1933, im Rahmen des Allgemeinen Deutschen Katholikentages 1933 in Wien, wurde die Notkirche Maria Namen vom apostolischen Administrator für Tirol und Vorarlberg Bischof Sigismund Waitz geweiht. Ein Kruzifix von Peter Sellemond (Korpus mit drei Metern Länge), das von einer Tiroler Trachtengruppe beim Katholikentag bei Feierlichkeiten vorangetragen worden war, wurde der Kirche Maria Namen übergeben. Die Notkirche war eine Filialkirche der Neulerchenfelder Pfarrkirche und wurde vom Wiener Kardinal Theodor Innitzer mit 1. Jänner 1939 zur selbständigen Pfarrkirche erhoben.

## Pfarrkirche Maria Namen
Erst weit nach dem Zweiten Weltkrieg konnte die Erzdiözese Wien mit Pfarrer Rudolf Hanzl die Finanzierung und Planung und somit den Neubau der Kirche angehen. Nach den Plänen des Architekten Otto Nobis begann die Baufirma Hofmann & Maculan im Jahre 1972 mit den Arbeiten an der Kirche und errichtete eine neuzeitliche Fassade aus Sichtbeton. Geweiht wurde die Kirche, erneut im Rahmen eines Österreichischen Katholikentages, am 12. Oktober 1974 durch Erzbischof-Koadjutor Franz Jachym mit Pfarrer Gottfried Pichler.
Das Kruzifix und eine Fatimastatue für die Wochentagskapelle wurden aus der Notkirche übertragen. Die Kirche erhielt 1974 eine Marienstatue des Bildschnitzers Johann Langthaler aus Pierbach im Mühlviertel. Ein freistehender Tabernakel aus dem Jahre 1976 ist von Kodym aus Eggendorf bei Wiener Neustadt, dessen goldemaillierte Tabernakeltüren schuf Edda Raymann. Die Mosaikfensterverglasung (1978) stammt von Carl Unger.
Das Geläut besteht aus vier Glocken. Sie erklingen in den Tönen a´- h´- dis´´ - fis´´. Sämtliche Glocken wurden 1974 von der Glockengießerei Perner in Passau gegossen. Die Glocken wiegen 400 kg, 300 kg, 180 kg und 85 kg.